# Man måste ju leva...
Man måste ju leva... är en svensk dramafilm från 1978 i regi av Margareta Vinterheden. I rollerna ses bland andra Stig Engström, Lena Granhagen och Marja Packalén.
Filmen hade biopremiär i Sverige den 20 mars 1978.

## Rollista
- Stig Engström – Nils Gustavsson
- Lena Granhagen – Karin, hans fru
- Marja Packalén – Marja, Nils arbetskamrat
- Ulf Johanson – Arvid Svensson, fackklubbens ordförande
- Thomas Hellberg – Sune, Nils arbetskamrat
- Eduardo Montes – Eduardo, Nils arbetskamrat
- Karin Miller – Stina, Nils arbetskamrat
- Björn Gedda – Rolf, Nils arbetskamrat
- Tomas Bolme – Falk, personalchef
- Gösta Prüzelius – verkställande direktör
- Leif Stålhammer – förman
- Olof Buckard – industriministern
- Olof Willgren – avdelningschef
- Mia Benson – Falks sekreterare
- Lasse Petterson – Erik
- Bernt Dahlbäck – Lindström, AMS-tjänsteman
- Bissa Abelli – Miss Lola
- Rolf Skoog – Rolf Skoog
- Felix Engström – Magnus, Nils och Karins son
- Johanna Granhagen – Ingrid, Nils och Karins dotter
- Maria Santiago Jaramillo – Maria, Eduardos fru
- Eduardito Montes – Eduardito, Eduardos son
- Britt-Marie Montes – Britt-Marie, Eduardos dotter
- Lennart Lundgren – öldrickare
- Raisa Jokinen	– Raisa, Marjas kamrat
- Anders Thunberg – journalisten vid fabriksgrinden
- Hubert Lamprecht – den tyske direktören
- Lennart Duvsjö – dansbandssångaren
- Stockholmarna	– dansbandsorkestern

### Ej identifierade
- Mats Borg
- Bengt Eriksson
- Enrique Gonzales
- Bengt Lange

### Fotnoter
1. ↑  ”Man måste ju leva...”. Svensk Filmdatabas. https://www.svenskfilmdatabas.se/sv/item/?type=film&itemid=5020. Läst 4 maj 2013.
2. ↑  ”Man måste ju leva... (1978)”. https://www.moviezine.se/movies/man-maste-ju-leva. Läst 18 juli 2022.